# Ahmed Azeggagh
Œuvres principales
- Blanc c'est blanc (Poésie, 1987)
- (Re)trouvailles Algérie : 1984-1986, (Récit, 1986)
- Duel à l'ombre du grand A (poésie, 1979)
- République des ombres (théâtre, 1976)
- Les récifs du silence(poésie, 1974)
- L'Héritage (roman, récit, 1966)

Ahmed Azeggagh né le 5 juillet 1942 à Béjaïa en Algérie et mort le 24 avril 2003 à Alger, est un poète, journaliste et écrivain algérien.

## Biographie
Issu d'une famille de cinq enfants, Ahmed Azeggagh, né selon Hamid Nacer-Khodja en Kabylie au lieu-dit Nator-Emezaiene sur le flanc de Yemma Gouraya, vit jusqu'à l'âge de 10 ans à Béjaïa. En 1952 le fils d’émigré qu’il était rejoint avec le reste de sa famille son père installé à Marseille où il passe le reste de son enfance. À la veille de l'indépendance, il revient en 1962 en Algérie et enseigne dans une école primaire à Béjaïa.
Il part en 1963 à Alger où il publie des articles sur les auteurs algériens dans Alger républicain et Alger-Ce soir avant d’intégrer rapidement l’APS. Fréquentant les écrivains, artistes et intellectuels gravitant autour du Théâtre national algérien dirigé alors par Mohamed Boudia ou le siège tout proche de l’Union des écrivains algériens présidée par Mouloud Mammeri secondé par Jean Sénac qui tous deux l'encouragent il publie ses premières poésies dans la première revue culturelle algérienne Novembre, rejoignant, comme l'écrit Hamid Nacer-Khodja « cette première génération de jeunes poètes de l’Algérie postcoloniale, cette fameuse génération 1964, pourrait-on dire, après celle des aînés de 1954, selon l’expression d’Henri Kréa ». Il participe également au débat Culture nationale et culture révolutionnaire, avec Bachir Hadj Ali, Mohamed Boudia et Mohammed Khadda, publié en juin 1965 dans la revue française Démocratie nouvelle.
Après le coup d'État du 19 juin 1965, il fait un séjour en Tunisie pour revenir quelques mois après à Alger puis effectue d'autres voyages dans un cadre politique, notamment au Proche-Orient, engagé auprès de Mohamed Boudia pour la cause palestinienne. En 1966, paraissent À chacun son métier (illustrations de Denis Martinez) aux Éditions nationales SNED dans la collection « Poésie sur tous les fronts » créée par Jean Sénac, et L’Héritage aux Éditions Subervie de Rodez. L'année suivante un entretien est publié dans la page culturelle d’An Nasr (11 février 1967), alors dirigée à Constantine par son ami Malek Haddad, qu’il seconde de février à juin 1967. À partir de 1968, il collabore à Révolution africaine et d’octobre 1967 à septembre 1971 publie des contes et des nouvelles dans Algérie-Actualité.
Ahmed Azeggagh revient en France de 1970 à 1990, résidant à Paris. « Littérature algérienne » de la revue Europe (n°567-568, juillet-août 1976) inclut l'un de ses poèmes. À la mort de Mouloud Mammeri, il publie un hommage au fondateur de la revue Awal (n°6-7, 1990). Durant cette période il fait paraître chez Quatre Vents Éditeur deux recueils de poésie, Les Récifs du silence en 1974, dédié à Mohamed Boudia, et Duel à l'ombre du grand A en 1979, ainsi qu'une pièce de théâtre, République des ombres en 1976, dont l’action se déroule en Mélikie, pays imaginaire où l’on n’a que le droit d’applaudir, faute de quoi « on est retiré de la circulation et livré aux mains des soldats de la nuit ». En 1981 la compagnie de théâtre Hamma Miliani met en scène au théâtre des Amandiers à Paris deux pièces de théâtre d'Ahmed Azeggagh : Le Temps des araignées (inédite) et République des ombres. En 1986 il publie encore (Re)trouvailles. Algérie : 1984-1986, un récit, Extrait de fragments d'un non emploi du temps, et en 1987 les textes poétiques de Blanc c'est blanc.
Avec l’ouverture de l’Algérie vers plus de liberté d’expression, Ahmed Azeggagh retourne à Alger en 1990 mais, tandis que la violence s'empare du pays notamment à travers l'assassinat de nombreux intellectuels et écrivains, tel Tahar Djaout, reprend le chemin de l'exil en 1993. Après le décès de l'un de ses frères Ahmed Azeggagh regagne définitivement l'Algérie en 1997. Il y fonde le magazine culturel Escales (deux livraisons en 1997-1998) puis collabore quelques mois au quotidien La Tribune. À Alger Ahmed Azeggagh a également exercé les fonctions de directeur de la rédaction d'Algérie Hebdo, de consultant et traducteur à Alger Chaîne 3 dans les émissions « Remue ménage » et « Papier bavard » avec Youcef Sayeh.
Il meurt à Alger « d'une longue maladie ».

## L'œuvre
« On a souvent tendance à limiter notre poésie » à la période de la lutte pour l'Indépendance et « aux thèmes épiques qu'elle a suscités », écrivait en 1971 Jean Sénac dans la préface, « Le levain et la fronde », de son anthologie . Mais une nouvelle génération de poètes, nés autour des années 1940 est, selon Sénac, apparue: « Bien que profondément marquée par la guerre », elle « a essayé d'exprimer ses préoccupations, ses problèmes, son ambition, dans des œuvres au ton souvent direct et parfois agressif. Biffant d'un vaste cri le chantier de nos larmes, la jeune poésie voulut hisser le chant national au niveau des exigences révolutionnaires ».
Les nouveaux recueils qui expriment ses aspirations paraissent à partir de 1964. Sénac cite ainsi les noms de Mourad Bourboune, Hamou Belhalfaoui, Rachid Boudjedra, Ahmed Azeggagh et Malek Alloula.
« Le ton n'est plus celui de l'espoir adossé au drame, qui nourrissait notre lyrisme depuis 1954, mais un défi lancé à toutes les mutilations, le ton assuré et presque téméraire du nouveau citoyen qui sait, avec le soc de la parole, dans la lancée de ses frères, qu'il prépare une moisson constamment en péril », poursuit Jean Sénac.
Les thèmes abordés par ces poètes, « plus constructifs » et « plus orientés vers une conscience collective », s'enracinent au-delà de la situation nationale, dans une solidarité avec « le combat progressiste mondial incarné par le Viêt-Nam, la Palestine, l'Angola, Cuba » . Ahmed Azeggagh écrit ainsi dans Chacun son métier :
« Je suis né en Allemagne nazie et moi en Amérique
Noire et moi en Afrique basanée et moi je suis
Pied-noir et moi Juif et moi on m'appelait Bicot
On en a marre de vos histoires et vos idées (...)
Elle
N'oublie jamais la jeunesse malgré
Sa grande jeunesse mais
Elle
A horreur des horreurs »